# Oxyporus maxillosus
Oxyporus maxillosus är en skalbaggsart som beskrevs av Fabricius 1793. Oxyporus maxillosus ingår i släktet Oxyporus, och familjen kortvingar. Arten har ej påträffats i Sverige.